# Astacinga
Astacinga es una localidad del estado mexicano de Veracruz. Es cabecera del municipio de Astacinga.

## Demografía
| Censo | Población |
| ----- | --------- |
| 1910  | 623       |
| 1921  | 1063      |
| 1930  | 619       |
| 1940  | 770       |
| 1950  | 824       |
| 1960  | 957       |
| 1970  | 785       |
| 1980  | 1077      |
| 1990  | 645       |
| 1995  | 391       |
| 2000  | 436       |
| 2005  | 819       |
| 2010  | 723       |
| 2020  | 966       |